# Ordre des avocats de Nantes
Barreau de Nantes
L'ordre des avocats (ou barreau) de Nantes est une organisation professionnelle d'avocats refondée en 1810. 
Il siège à la « Maison de l'avocat », située au no 5 du mail du Front-Populaire sur l'île de Nantes. 

## Historique
Au 1er janvier 2017, le barreau de Nantes comptait 1 100 avocats (dont 60% de femmes) ce qui en faisait le barreau plus important du Grand Ouest et le 10e de France.

## Bâtonniers
- 1838- : Adolphe Billault
- 1846-1848 : Évariste Colombel
- Charles Christophe Pélage Laennec (d)
- Édouard Bonamy (d)
- Louis Linÿer (d)
- Louis Thibeaud-Nicollière (d)
- 1885-1887 : Alphonse Gautté
- Adolphe Giraudeau
- 1901-1903 : Pierre Pichelin (d)
- 1906-1907 : Alphonse Gautté
- 1911-1913 : Alexis Ricordeau (d)
- 1929-1933 : Louis Linÿer
- Alexandre Vincent (d)
- 1939- : Yves Guinaudeau (d)

[...]
- 1975-1976 : Jean Le Mappian
- 1977-1978 :
- 1979-1980 :
- 1981-1982 : Philippe Gautier
- 1983-1984 :
- 1985-1986 : Jean-Georges Soil
- 1987-1988 : René Jaffré
- 1989-1990 : Michel Taupier
- 1991-1992 : Guy Lallement
- 1993-1994 : Paul-Albert Mérand
- 1995-1996 : Yves Ménard
- 1997-1998 : Loïc Mathorel
- 1999-2000 : Didier Fournis
- 2001-2002 : Guy Lallement
- 2003-2004 : Danielle Frétin
- 2005-2006 : Yann Villatte
- 2007-2008 : Catherine Lesage
- 2009-2010 : Philippe Joyeux
- 2011-2012 : Bernard Morand
- 2013-2014 : Jacques Lapalus
- 2015-2016 : Jean-Michel Calvar
- 2017-2018 : Jean-René Kerloc'h
- 2019-2020 : Bruno Carriou[2]
- 2021-2022 : Christine Julienne